# Россель, Юрий Андреевич
Юрий Андреевич Россель (1838 — 1 февраля 1878, Санкт-Петербург) — русский писатель, публицист, журналист, издатель.

## Биография
Родился в английской семье, издавна жившей в России. Обучался в Медико-хирургической академии, однако будучи уже на пятом курсе, вследствие конфликта с одним из надзирателей, был вынужден оставить Академию.
Уехал после этого в Лондон, где оставался более года и много работал над окончанием своего образования. После возвращения в Россию, Россель занялся литературной деятельностью и сначала сотрудничал в газете «Современное слово», где делал выборки из английских корреспонденций и писал фельетоны преимущественно по социальным вопросам, после же прекращения выхода этой газеты, в 1863 году, стал работать в «Голосе», а затем — в газете «Санкт-Петербургские ведомости» (под редакцией В. Ф. Корша), «Русь» и «Новом Времени», других изданиях.
В 1869 году с Е. И. Конради и П. А. Гайдебуровым Россель стал издавать газету «Неделя», где до 1873 года он вёл политический отдел и помещал статьи по русской журналистике, обращавшие на себя внимание читателей меткостью заключений и оценок.
Большею частью его статьи появлялись в печати без подписи, и потому сложно составить список его печатных трудов.
В «Вестнике Европы» им помещены статьи: «Корнеллевский университет в Америке» (1869, №. 9); «Джон-Стюарт Милль и его школа» (1874, № 5, 6, 7, 8, 10, 12); «Специальный журнал для русской публицистики» (1875, № 4); «Южные Штаты Северо-Американской республики и их настоящее» (1877, № 3); «Аграрный вопрос и его главные задачи: землевладение и земледелие в России и других европейских государствах, князя А. Васильчикова» (1877, № 6) и «Среднеазиатская культура и наша политика на Востоке» (1878, № 6, 7).
Ю. А. Россель был человек прямодушный, с твердым характером; у него слово никогда не расходилось с делом.
В некрологе писалось: 

 «В житейских делах, он был крайне неопытен и легко поддавался увлечению, между тем, как уму его именно увлечение было чуждо. И в литературе это был человек недостаточно высказавшийся, далеко не сделавший того, что мог бы сделать. Но все же он оставил в нашей журналистике воспоминание о себе, как об умном писателе и безукоризненно честном человеке, который был гораздо выше того, что ему удалось сделать в течение его недолгой жизни — 40 лет.»
Похоронен на Успенском лютеранском кладбище близ Петербурга.

## Источник
- Русский биографический словарь: В 25 т. / под наблюдением А. А. Половцова. 1896—1918.
- Россель, Юрий Андреевич // Энциклопедический словарь Брокгауза и Ефрона : в 86 т. (82 т. и 4 доп.). — СПб., 1890—1907.